# Scorpiops thaomischorum
Espèce
Synonymes
- Euscorpiops thaomischi Kovařík, 2012
- Euscorpiops thaomischorum Kovařík, 2012

Scorpiops thaomischorum est une espèce de scorpions de la famille des Scorpiopidae.

## Distribution
Cette espèce est endémique de la province de Lào Cai au Viêt Nam. Elle se rencontre dans le district de Bắc Hà.

## Description
Le mâle holotype mesure 45 mm et la femelle paratype 53 mm. Scorpiops thaomischorum mesure de 42 à 62 mm.

## Systématique et taxinomie
Cette espèce a été décrite sous le protonyme Euscorpiops thaomischi par Kovařík en 2012. Elle est placée dans le genre Scorpiops par Kovařík, Lowe, Stockmann et Šťáhlavský en 2020.

## Étymologie
Cette espèce est nommée en l'honneur de Thao Ho et Michael Misch,.

## Publication originale
- Kovařík, 2012 : « Euscorpiops thaomischi sp. n. from Vietnam and a key to species of the genus (Scorpiones: Euscorpiidae: Scorpiopinae). » Euscorpius, no 142, p. 1-8 (texte intégral).